# Chamaeangis spiralis
Chamaeangis spiralis là một loài thực vật có hoa trong họ Lan. Loài này được Stévart & Droissart mô tả khoa học đầu tiên năm 2009.